# Fantasy
 For alternative betydninger, se Fantasy (flertydig). (Se også artikler, som begynder med Fantasy)
Fantasy er en fiktionsgenre, der beskæftiger sig med at skabe en alternativ verden, oftest med en tilstedeværelse af magi, fabelvæsner eller andre overnaturlige elementer. Den nok mest berømte alternative verden er J.R.R. Tolkiens univers Arda, hvor blandt andet Ringenes Herre foregår. Tolkien byggede sin verden nidkært op med en række kunstsagaer og kunstepos og formåede derved at skabe en helt igennem unik litterær nyskabelse nemlig episk fantasy.

## Eksempler
Stephen Kings episke fortælling Det Mørke Tårn-serien må ligeledes betegnes som en af genrens hovedværker.
Men der findes også en amerikansk fantasytradition kaldet Sword and Sorcery (sværd og trolddom). Denne tradition udspringer fra Robert E. Howards Conan the Barbarian, der igen er inspireret af H.P. Lovecrafts Cthulhu-univers. Denne subgenre er kendetegnet ved store muskelsvulmende helte, onde troldmænd og smukke prinsesser.
Rollespillet Dungeons and Dragons ligger i forlængelse af den amerikanske fantasytradition Sword and Sorcery på trods af nogle få ydre ligheder med Ringenes Herre, idet Gary Gygax lånte orker og hobbitter fra Tolkien. Men selve ideen med spillet, der går ud på at slå uhyrer ihjel og stjæle deres skatte, minder meget mere om plottet i Conan the Barbarian end plottet i Ringenes Herre.

## Historie
Fantasy opstod i slutningen af romantikken i den første halvdel af 1800-tallet. Et af de tidligste eksempler er E.T.A. Hoffmanns "Det fremmede barn" fra 1817. Det er en fantastisk fortælling, der handler om et barn med overnaturlige evner, der kommer til vores verden. Et andet eksempel er Lewis Carrolls "Alice i Eventyrland" fra 1865. Her er mere tale om regulær fantasy. I de første mange år eksisterede fantasy næsten kun i de engelsksprogede lande, og først et stykke inde i 1900-tallet begyndte forfattere, der ikke var engelsksprogede, at skrive fantasy. En undtagelse er H.C. Andersen, der i 1847 skrev novellen "Skyggen", et kunsteventyr der grænser sig til fantastisk fortælling.
I 1937 udkom "Hobbitten", en fantasybog af J.R.R. Tolkien. Det er en typisk high fantasy-bog med en helt, der tager af sted på en farefuld rejse for at finde en skat og komme tilbage igen som et bedre menneske, eller i denne sammenhæng, en bedre hobbit.
I 1954-55 udkom så Tolkiens berømte trilogi Ringenes Herre, historien om hobbitten Frodo, der drager ud på en lang rejse for at tilintetgøre en ond ring i den ild, hvor den blev smedet. Denne bog vakte opsigt blandt anmelderne, fordi den i modsætning til Hobbitten, der er en udpræget børnebog, er skrevet i en meget alvorligere tone med et meget voksent sprog, og insisterer på at blive betragtet som ”seriøs” litteratur. Denne trilogi bliver regnet for at være indbegrebet af high fantasy, fantasyhistorien over alle fantasyhistorier. Mange senere værker inden for fantasygenren er tydeligt inspireret af Ringenes Herre, og bøgerne er blevet kåret til at være det 20. århundredes vigtigste.
I 1970erne havde fantasyen svære vilkår, fordi man mente, børn fik et forvrænget verdensbillede af at læse om f.eks. talende dyr. Det var bedre for børn at læse om virkeligheden og virkelighedens problemer, mente man.
Lidt inde i 1980erne begyndte fantasyen at blive mere populær, og dens popularitet fortsatte op gennem 90erne.
I 1997 udkom J.K. Rowlings "Harry Potter and the Philosopher's Stone (da:Harry Potter og De Vises Sten)", den første bog af en serie på 7 bøger. I Storbritannien har de indtil videre syv Harry Potter-bøger tilsammen solgt flere eksemplarer end Bibelen, der var verdens mest solgte bog.
Med Harry Potter-bøgerne nåede fantasys popularitet hidtil ukendte højder. Det var ikke kun Rowlings bøger, der blev læst, for når læserne var færdige med Harry Potter, fortsatte de med andre fantasybøger. Mange fantasybøger, der aldrig havde været specielt populære, blev pludselig læst af en masse mennesker, og mange forfattere nød og nyder stadig godt af det pludselige boom i salget af fantasy.

## Genrer
Der findes flere subgenrer:

### High fantasy
Den mest udbredte og almindelige form for fantasy, på dansk også kaldet episk fantasy. Den foregår oftest i en lukket verden. Det er den klassiske fortælling om kampen mellem det gode og det onde, og helten der skal igennem nogle farer for at komme ud på den anden side som et bedre menneske.
High fantasy er en meget ”blød” genre; der er lagt meget vægt på tanker og følelser, og helten får ofte dårlig samvittighed over dem, han har dræbt. Verden er heller ikke sort-hvid. De gode er ikke altid gennemført gode, og de onde ikke bare onde, som i sword and sorcery.
Et andet kendetegn for denne undergenre er at det fiktive univers er meget gennemtænkt og fyldt med detaljer, der gør det troværdigt. High fantasy har system i tingene: det umulige kan forklares ud fra præmisser, der findes i det overnaturlige univers, f.eks. guder eller magiske kræfter. Hvis man accepterer disse præmisser, giver universet som helhed også mening.
J.R.R. Tolkiens Ringenes Herre er det mest berømte eksempel på high fantasy; af andre eksempler kan nævnes Robert Jordans The Wheel of Time og Terry Brooks' Shannara-serie.

### Low fantasy
Low fantasy er en subgenre af fantasy. I low fantasy støder man kun på forskellige "ikke-menneskelige", eller "u-menneskelige" væsener. Low-Fantasy fremhæver ikke-rationelle hændelser, som hverken har en årsag eller bliver forklaret, eftersom de finder sted i den rationelle verden, hvor sådanne ting angiveligt ikke kan indtræffe. Stephenie Meyers Twilight-saga er en berømt low-fantasy historie
"High fantasy" er "low fantasy"s modsætning.

### Heroic fantasy
Heroic fantasy er en udbredt undergenre med mere vægt på action end på tanker og følelser.
Der er mange barbariske slag og nedslagtninger. Der er en udpræget ”hak-og-hug” heltestil, lidt som i eventyr, hvor helten kan dræbe løs uden at få dårlig samvittighed, som han gør i high fantasy. Han er lidt mindre menneske og lidt mere helt. Der er ikke gjort noget særligt ud af at opbygge en magisk verden med detaljer som i high fantasy, i stedet er fokus på handlingen.

### Sword and sorcery
Sword and sorcery (engelsk for sværd og trolddom) er næsten synonym med heroic fantasy, dog ofte med større vægt på magi eller trolddom; deraf navnet.

### Urban fantasy
Urban fantasy er et begreb fra engelsk, som betegner fantasyhistorier, der foregår i nutiden, hvor magi eksisterer side om side med virkeligheden som. Harry Potter.
Canadiske Charles de Lint er en af de tunge drenge i genren, som dygtigt integrerer folkesagn og magi i sine fortællinger.
Mere actionpræget, men mindst ligeså underholdende urban fantasy finder man i Jim Butchers bøger om Harry Dresden. Her fungerer balancen mellem det overnaturlige og de intetanende mennesker i en amerikansk storby rigtig fint.

### Historical fantasy
Historical fantasy er fantasy, der foregår i historisk tid med et tvist af magi, men ellers uden afvigelser fra historien.

### Alternate history fantasy
Er en undergenre af fantasy.

### Arthurian fantasy
Arthurian fantasy er skrevet på baggrund af myterne om Kong Arthur og ridderne af det runde bord. Der findes utrolig mange bøger inden for denne subgenre i forhold til, hvor specifikke kravene er.

### Science fantasy
Science fantasy er en genre indenfor fiktion, der er en blanding af science fiction og fantasy. Det kan f.eks. være en magisk verden fuld af højteknologisk udstyr, eller en science fiction-verden med en videnskabelig forklaring på magien.
Star Wars-universet, skabt af George Lucas, kan betragtes som værende science fantasy til en vis grad, men det hælder mere til science fiction-undergenren space opera.

### Dark fantasy
Dark fantasy er en fantasy-undergenre med stærke elementer af horror. Horror, der hører under fantastisk litteratur, er en genre, hvis vigtigste opgave er at skræmme. Denne genres verdener er næsten altid overgroet af folk, der vender sig mod satanisme, tro på vampyrer etc.
Som eksempel kan nævnes den polske forfatter Andrzej Sapkowskis serie "The Witcher". Denne foregår i en gusten verden fyldt med pest og sygdom. Fanatiske præster med vanvittige religioner. Og fattige folk som klynger sig til en mørk og fattig tilværelse.
Åben Fantasy omhandler som regel altid børn der rejser i paralleller imellem vores verden og en magisk verden. Den magiske verden er oftest inspireret af middelalderen. Historier som Harry Potter og Narnia.
I lukket fantasy er der kun en verden, hvor der bor en masse forskellige væsner. Det omhandler som regel voksne mennesker, og denne verden er oftest også inspireret af middelalderen. Fortællinger som ringenes herre.

## Forfattere
Ud over de forfattere, der er nævnt ovenfor kan nævnes følgende eksempler på andre populære udenlandske fantasy-forfattere:
- Poul Anderson
- Piers Anthony
- Marion Zimmer Bradley
- Terry Brooks
- Edgar Rice Burroughs
- Orson Scott Card
- Stephen Donaldson
- David Eddings
- Steven Erikson
- Raymond E. Feist
- John Flanagan
- Terry Goodkind
- Robin Hobb
- Dianna Wynne Jones
- Robert Jordan
- Guy Gavriel Kay
- Ursula K. Le Guin
- C. S. Lewis
- George R.R. Martin
- Tamora Pierce
- Terry Pratchett
- Philip Pullman
- J.K. Rowling
- R.A. Salvatore
- Robert Silverberg
- J.R.R. Tolkien
- Margaret Weis
- Roger Zelazny
- Stephen King
- Eoin Colfer
- Marianne Curley
- Derek Landy

Af danske forfattere kan nævnes:
- Kenneth Bøgh Andersen
- Tom Havemann
- Bent Jakobsen
- Dennis Jürgensen
- Michael Kamp
- Lene Kaaberbøl
- Jan Lyderik
- Kathrine Louise Nielsen
- Josefine Ottesen
- Jacob Hedegaard Pedersen
- Palle Vibe
- Anders Westenholz
- Helle Ryding
- Cecilie Eken
- Anne Lilmoes
- Ida Ahrensbach
- Malene Sølvsten